# Jonathan Kuminga
Jonathan Malangu Kuminga (ur. 6 października 2002 w Gomie) – kongijski koszykarz, występujący na pozycjach niskiego lub silnego skrzydłowego, obecnie zawodnik Golden State Warriors.
W 2019 został wybrany najlepszym koszykarzem II klasy liceum (rocznikowo) w kraju przez MaxPreps (HS MaxPreps National Sophomore Player Of The Year). Zaliczono go również do I składu HS MaxPreps National Sophomore All-American oraz II składu All-EYBL. W 2020 został zaliczony do składu honorable mention MaxPreps Junior All-American, I składu New Jersey All-Non-Public i II składu New Jersey All-State.

## Osiągnięcia
(Stan na 17 czerwca 2022)
NBA
- Mistrz NBA (2022)[2]
- Uczestnik miniturnieju Clorox Rising Stars (2022)[3]